# Ochtersum
Ochtersum is een kleine gemeente in de Duitse deelstaat Nedersaksen. Samen met een aantal andere kleine gemeenten in de omgeving vormt Ochtersum de Samtgemeinde Holtriem in het Landkreis Wittmund. De gemeente bestaat uit de dorpen Westochtersum, Ostochtersum en Barkholt.
Ochtersum telt 925 inwoners.
Tot de deelgemeente Ochtersum behoren de dorpen en gehuchten  Barkholt, Ostochtersum en Westochtersum.
Zie voor meer informatie onder Samtgemeinde Holtriem .

## Kerk te Westochtersum
Op een warft te Westochtersum staat een bezienswaardig, tussen 1260 en 1270 gebouwd kerkje. Het is gewijd aan Sint Maternus of Maternianus. Sedert de Reformatie in de 16e eeuw is het kerkje evangelisch-luthers. Van 1680 tot 1831 deed het gebouw ook dienst als lagere school. De vrijstaande klokkentoren is ongeveer even oud als het kerkgebouw.

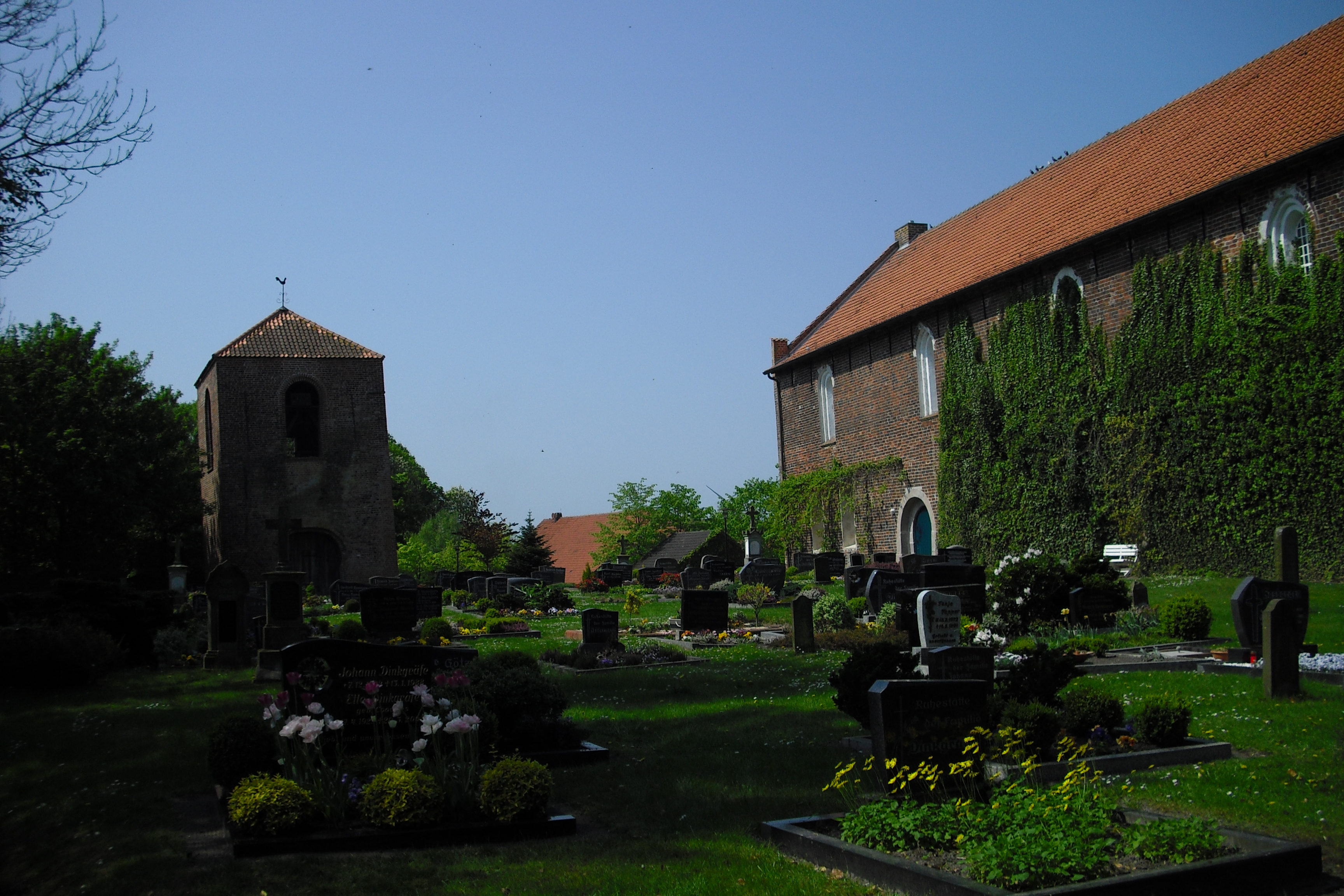
Westochtersum, blik op de St. Maternianuskerk en de toren vanuit het zuiden
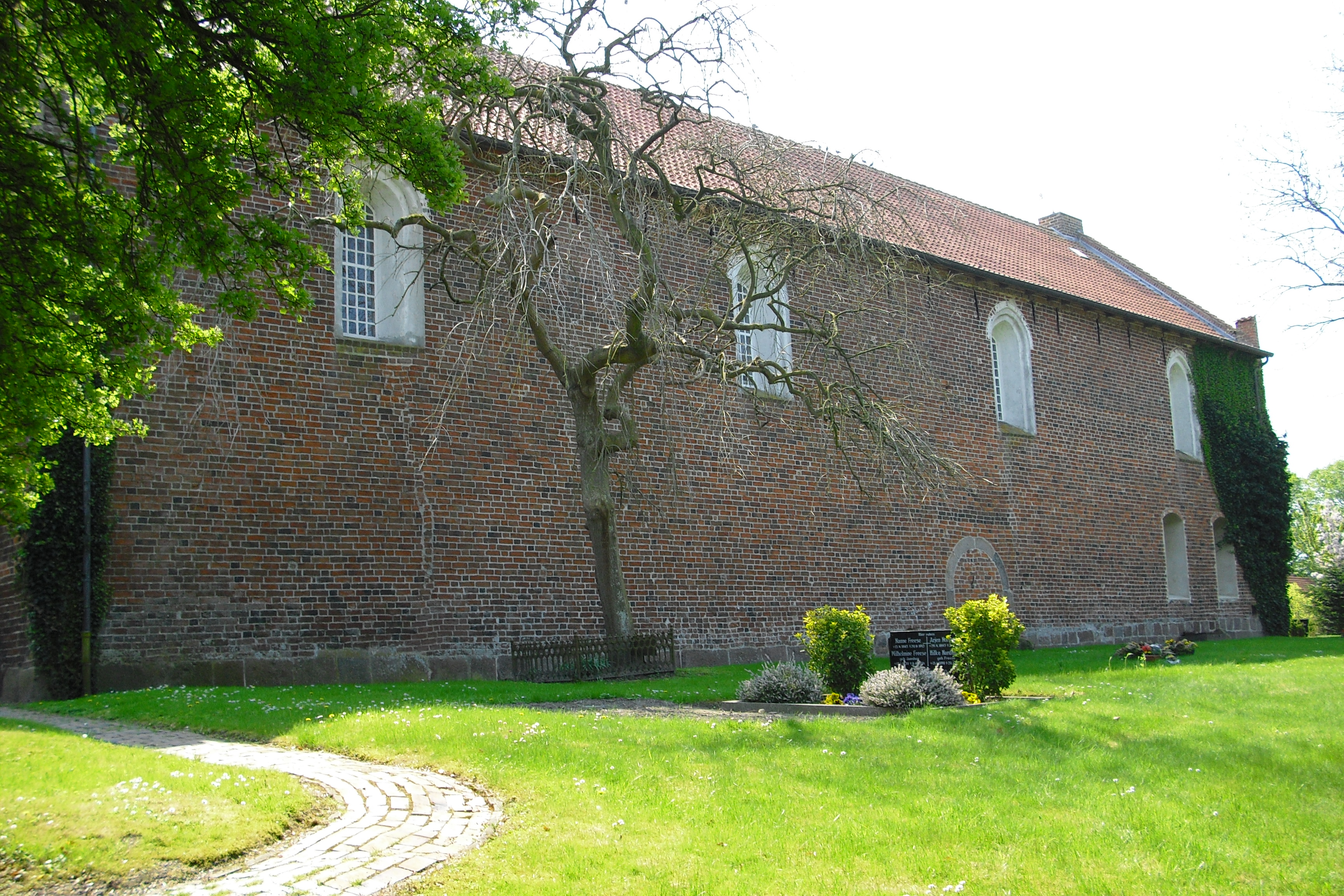
Westochtersum, blik op de St. Maternianuskerk vanuit het noorden
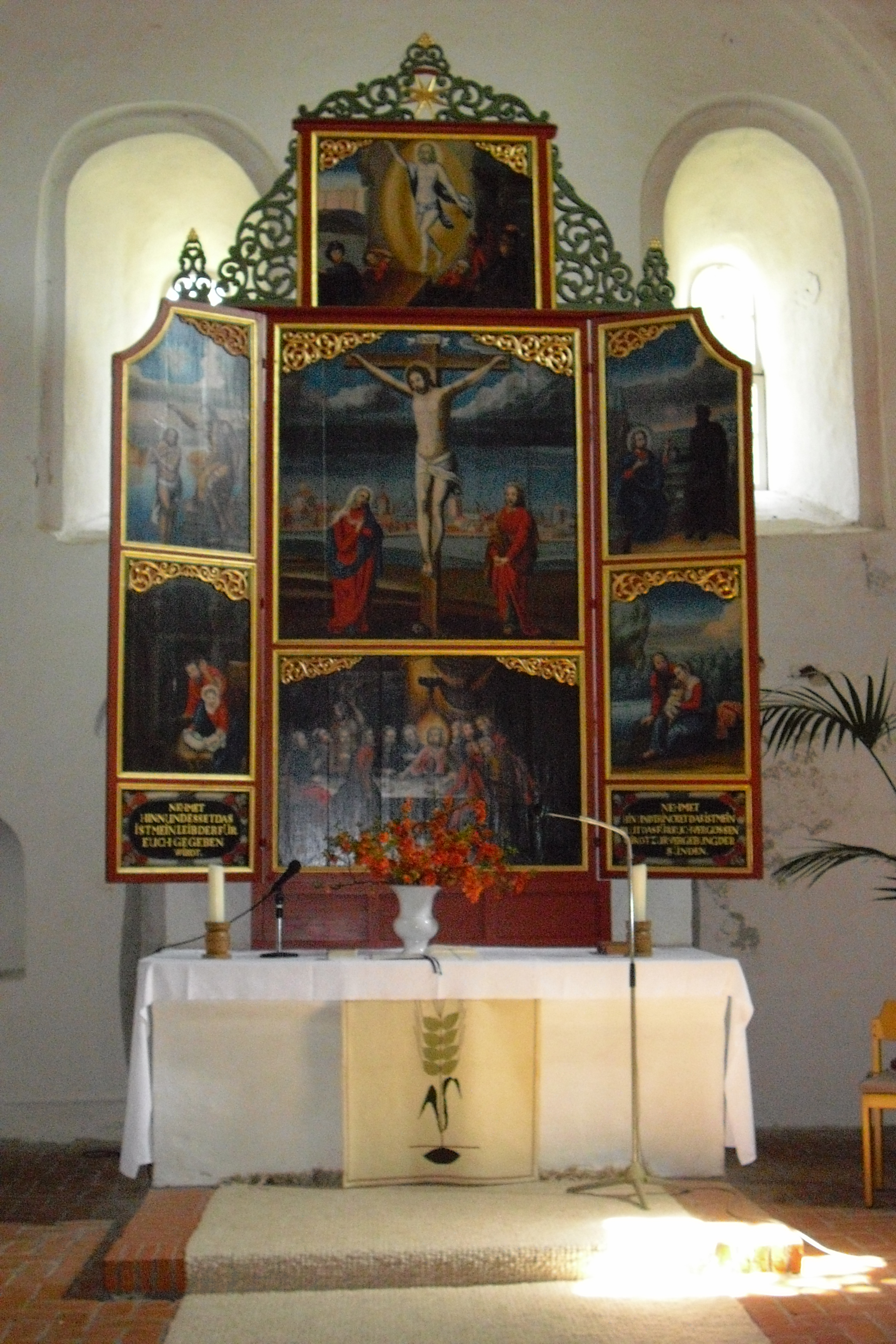
Barok altaar (1740) in deze kerk
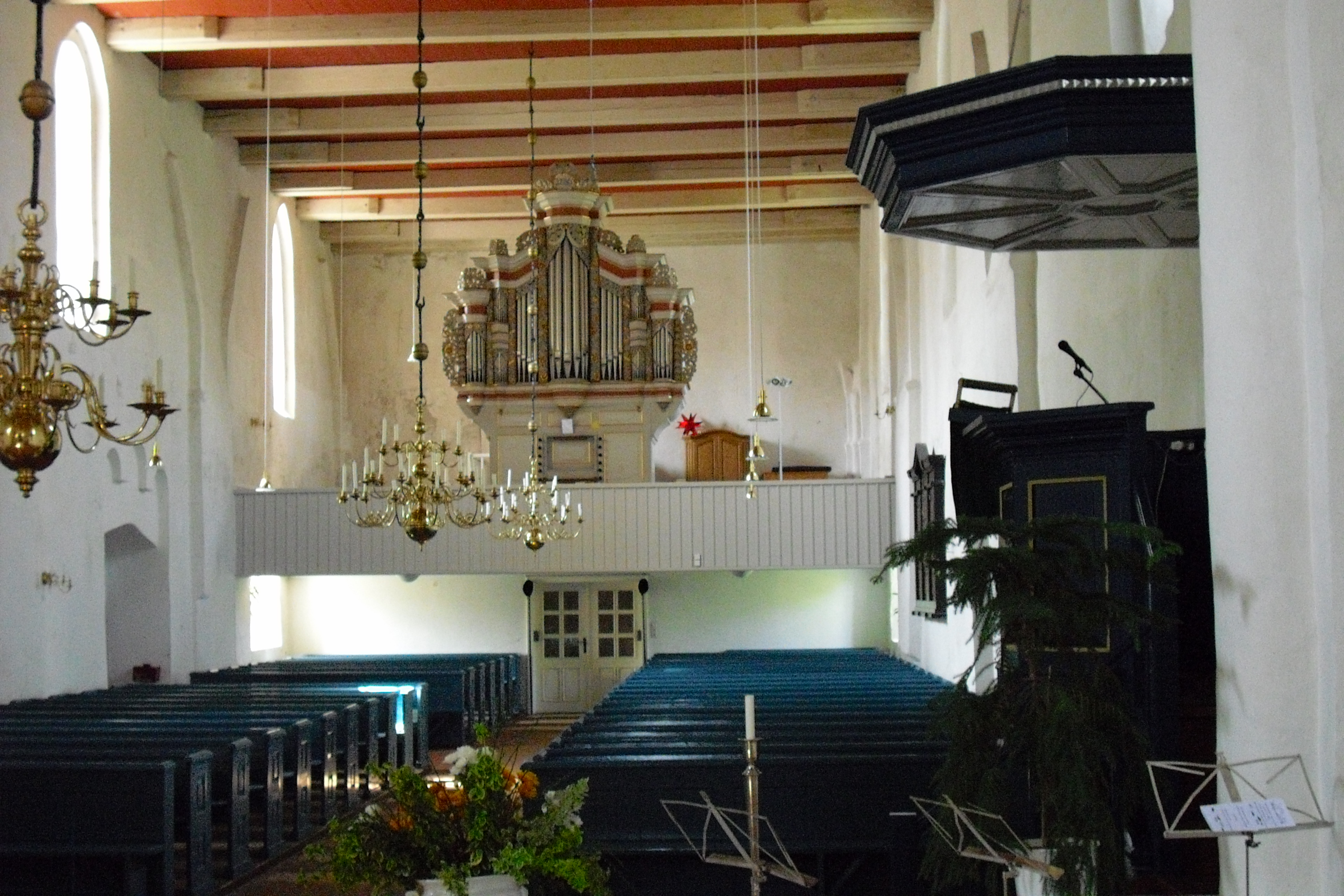
Interieur met orgel

## Politiek
De gemeente wordt bestuurd door de gemeenteraad, bestaande uit negen gekozen raadsleden. Als onderdeel van een samtgemeinde heeft Ochtersum geen gekozen burgemeester, uit de raad wordt een lid tot burgemeester gekozen.

### Samenstelling van de raad
De raad van Ochtersum werd voor het laatst gekozen in 2021. Bij die verkiezingen behaalde de lijst van de Freie Wähler zeven van de acht zetels. De andere zetel ging naar Bündnis 90/Die Grünen.
- Gemeinsame Normdatei: 16035393-2
- Virtual International Authority File: 157002247